# Zoopark
Zoopark (en ruso Зоопа́рк) fue un grupo de rock soviético surgido en la escena underground de los años 1980 en Leningrado y fundado por Mike Naumenko.

## Historia
En otoño de 1980, Mike Naumenko entra en la órbita del power trio Adiós, lunes negro, compuesto por Alexandr Khrabounov (guitarra), Nikolaï Alekseïev (bajo) y Andreï Danilov (batería). Por aquel entonces Adiós, lunes negro tocaba hard rock y heavy metal como estilos principales, mientras que Naumenko tenía aspiraciones musicales cercanas al rock 'n' roll, el rhythm and blues, incluso blues rock y punk rock. De aquella mezcla de estilos nace finalmente una nueva banda, llamada Zoopark y liderada por Naumenko, que hace sus primeros ensayos a finales de 1980.  
En la primavera de 1981, Zoopark  se convierte en miembro del Rock club de Leningrado, que las autoridades soviéticas ponen a disposición de los fans de la cultura occidental con el objetivo de poder controlar de cerca las actividades de la efervescente cultura underground leningradense. En el seno de esta institución, en mayo de 1981, se produce el debut oficial sobre el escenario de Zoopark, con un concierto orquestado por el propio Mike Naumenko, artífice de la mayoría de letras, canciones y arreglos musicales que se suceden aquella tarde. Para aquel entonces, Nikolaï Alekseïev es remplazado por Ilia Koulikov al bajo, quien viene del ensemble vocal e instrumental Maki. Pese a los cambios y rápido desarrollo de Zoopark, el grupo Adiós, lunes negro seguirá existiendo en paralelo y con una prolífica carrera sobre los escenarios hasta su disolución oficial a fines del año 1983.

## Curiosidades
El largometraje Leto (Verano), de Kiril Serébrennikov, nos muestra el entorno del Rock Club de Leningrado donde la figura de Mike Naumenko cobra un papel protagónico como artista asentado e impulsor de nuevos talentos.

## Discografía
- Blues de Moscou, 1981.
- Small Town Called N (Уездный город N), 1983.
- White Stripe (Белая полоса), 1984.
- Soundtrack for the movie (Музыка для фильма), 1991.